# بشر بن المعتمر
هو أبو سهل الهلالي ، مؤسس فرع الاعتزال في بغداد، تنسب إليه فرقة البشرية. اتصل بالفضل بن يحيى البرمكي، و كان مقرباً اليه، وأزهر في أيام هارون الرشيد. توفي 210هـ = 825م.

## أدبه
له ناحيتان بارزتان: ناحيته الأدبية، و ناحيته الاعتزالية، ففي الأدب يمكن اعتباره أول مؤسس لعلم البلاغة العربية، و ذلك بالصحيفة القيمة التي نقلها الجاحظ عنه في البيان والتبيين ( ص: 107 - ط: مكتبة ابن سينا ). كما كانت له قدرة فائقة في نوعي المُخمّس والمزدوج من الشعر، قال الجاحظ: (( لم أرَ أحداً أقوى على المُخمّس والمزدوج مما قوي عليه بِشر، وقد كان في ذلك أقدر من أبان اللاحقي ))، و شعره مليء بذكر حكمة الله في خلقه وبالأخص في الحيوان، وله في هذا الباب قصيدتان طويلتان ذكرهما الجاحظ في كتاب الحيوان، و لعلّ هاتان القصيدتان هما اللتان أوحتا للجاحظ تأليف كتابه الحيوان، و قد ذكر المرتضى في رسائله أن له قصيدة مكونة من أربعين ألف بيت رد فيها على جميع المخالفين.

## اعتزاله
و أما مذهبه في الاعتزال فلم يبقى من أقواله إلا القليل، ويظهر أن أهم ما بحثه هو مسألة المسؤولية أو التّبعة، فقد ذكر الشهرستاني في الملل والنحل أنه (( هو الذي أحدث القول بالتولّد وأفرط فيه )). و قد تتلمذ له كثيرون في الاعتزال كان من أظهرهم شخصية وأبعدهم أثراً في نشر الاعتزال في بغداد ثلاثة: أبو موسى المردار، و ثمامة بن الأشرس، و أحمد بن أبي دؤاد.

## مؤلفاته
من كتبه: 
- كتاب الرد على من عاب الكلام.
- كتاب الرد على الخوارج.
- كتاب الكفر والإيمان.
- كتاب الوعيد في الرد على المجبرة.
- كتاب الرد على كلثوم وأصحابه..
- كتاب تأويل متشابه القرآن.
- كتاب الرد على النظّام.
- كتاب الرد على ضرار في المخلوق من الأفعال.
- كتاب الرد على الملحدين.
- كتاب الرد على الجُّهال.
- كتاب الرد على أبى الهذيل.
- كتاب الإمامة.
- كتاب الاستطاعة في الرد على هشام بن الحكم.
- كتاب العدل.
- كتاب الرد على الأصم في المخلوق من الأفعال.
- كتاب التولّد.
- كتاب الرد على أصحاب القدر.
- كتاب في المنزلة بين المنزلتين.
- كتاب في الأطفال على المجبرة.[6]

## كتب أخرى يمكن الرجوع إليها
- فضل الاعتزال وطبقات المعتزلة، القاضي عبد الجبار المعتزلي
- تاريخ بغداد، الخطيب البغدادي